# La ragazza del futuro (singolo)
La ragazza del futuro è un singolo del cantautore italiano Cesare Cremonini, pubblicato il 19 gennaio 2022 come secondo estratto dal settimo album in studio omonimo. Esso è stato presentato dal vivo durante la terza serata del 72º Festival di Sanremo.

## Video musicale
Il video, diretto da Valentino Bedini, è stato pubblicato il 24 febbraio 2022 sul canale Vevo-YouTube del cantante.

## Tracce
Testi di Cesare Cremonini e Davide Petrella, musiche di Cesare Cremonini, Davide Petrella e Alessandro Magnanini.
1. La ragazza del futuro – 4:49

## Classifiche
| Classifica (2022) | Posizione massima |
| ----------------- | ----------------- |
| Italia            | 87                |

## Riconoscimenti
SIAE Music Awards
- 2023 - Candidatura alla canzone radio[7]